# Jiřice u Miroslavi
Jiřice u Miroslavi település Csehországban, a Znojmói járásban. Jiřice u Miroslavi Damnice, Trnové Pole, Suchohrdly u Miroslavi, Litobratřice és Troskotovice településekkel határos. Lakosainak száma 458 fő (2024. január 1.).

## Népesség
A település lakosságának változását az alábbi diagram mutatja:
| Lakosok száma | 659  | 661  | 711  | 424  | 387  | 425  | 474  | 471  | 469  | 458  |
|               | 1869 | 1890 | 1921 | 1950 | 1980 | 2001 | 2017 | 2019 | 2022 | 2024 |